# Real Estate
Real Estate est un groupe de rock indépendant américain formé en 2008, originaire de Ridgewood, dans le New Jersey, et désormais basé à Brooklyn.

## Biographie

### Formation et débuts discographiques (2008-2010)
Real Estate est fondé à l'été 2008 à Ridgewood, dans l'État du New Jersey, par le chanteur, guitariste et « songwriter en chef » Martin Courtney, à son retour dans le New Jersey après des études à Olympia, dans l'État de Washington. Le groupe est complété par le guitariste Matthew Mondanile, le bassiste Alex Bleeker et le batteur Etienne Duguay,. Courtney, Mondanile et Bleeker avaient déjà joué ensemble au lycée, notamment dans un groupe de reprises de Weezer et des Strokes.
Real Estate commence à se produire en concert à l'automne 2008 et publie son premier 45 tours, Suburban Beverage, au début de l'année 2009. Suivent d'autres singles et une tournée avec Girls à l'automne, avant la sortie d'un premier album homonyme le 17 novembre 2009 sur le label Woodsist,. L'EP Reality suit un mois plus tard chez Mexican Summer.
Real Estate fait une tournée mondiale en été 2010, le groupe participe au Primavera Sound Festival de Barcelone, et au Pitchfork Music Festival de Chicago, aux côtés de Pavement, LCD Soundsystem, Atlas Sound, Panda Bear et Grizzly Bear.

### Années 2010: trois albums et limogeage du guitariste et cofondateur Matthew Mondanile

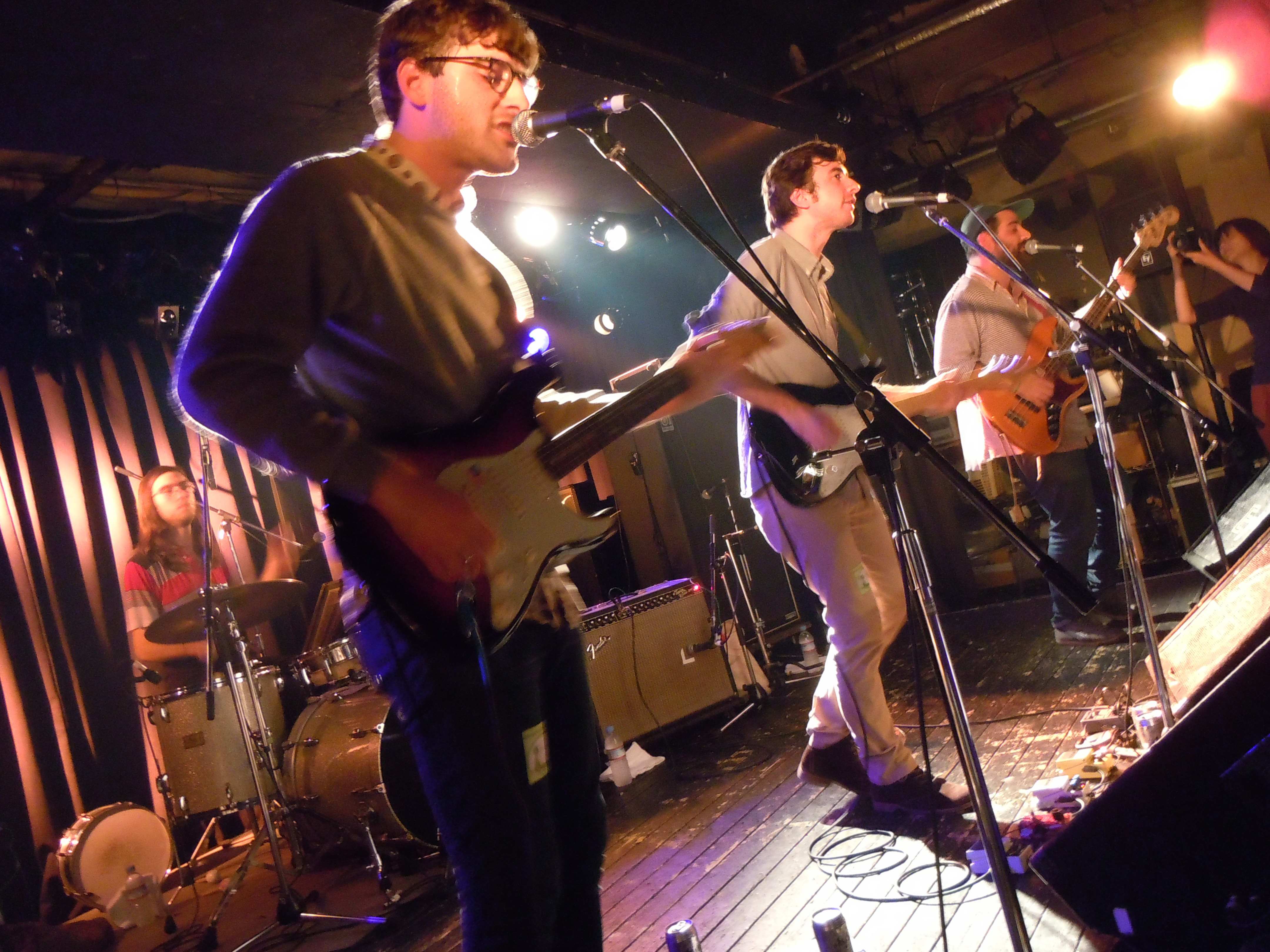
Real Estate en concert au Japon en novembre 2010.

Relocalisé à Brooklyn, New York, le quatuor signe avec Domino Records en 2011 pour son deuxième album, Days, qui atteint la 52e place du Billboard 200,. Peu de temps après la sortie de l'album, le groupe connait un changement de composition avec le départ du batteur Etienne Duguay, remplacé par Jackson Pollis. Le groupe est également rejoint par un membre auxiliaire, Jonah Maurer, aux claviers et aux guitares.
À leur retour en 2014 avec le troisième album Atlas, Maurer est remplacé par Matt Kallman, un ex-Girls,,. Cet album, enregistré à Chicago dans le studio de Wilco, atteint la 34e place du classement américain des ventes Billboard 200 où il reste 4 semaines,.
Après une courte pause pour d'autres projets, dont les débuts en solo de Courtney avec l'album Many Moons, Real Estate annonce en mai 2016 que Mondanile quitte le groupe « pour se concentrer sur son projet Ducktails ». Il est remplacé par Julian Lynch, et le quintet composé de Courtney, Bleeker, Pollis, Kallman et Lynch publie l'album In Mind en mars 2017. En octobre 2017, le groupe précise dans un communiqué que « Matt Mondanile a été renvoyé [du groupe] en février 2016 lorsque des allégations de traitements inacceptables envers des femmes » ont été portées à leur attention.

### Années 2020: nouveaux albums
Le 28 février 2020, ils reviennent avec leur cinquième album studio The Main Thing, qualifié notamment de « crépusculaire, angoissé et inquiétant »,. Il est précédé par le premier single Paper Cup, sur lequel Amelia Meath de Sylvan Esso est invitée à chanter,. Le batteur Jackson Pollis quitte le groupe la même année. Il est remplacé par Sammi Niss. L'année suivante, l'EP Half a Human est publié.
Leur sixième album, Daniel, est publié le 23 février 2024.

## Style musical et influences
La musique du groupe est décrite par Les Inrockuptibles comme « de l'indie-pop décontractée et insouciante, héritée de leurs modèles locaux, Yo La Tengo et The Feelies en tête ». Ils sont aussi comparés au groupe britannique Felt.

## Membres du groupe

### Membres actuels
- Alex Bleeker - basse (depuis 2008)
- Martin Courtney - chant, guitare (depuis 2008)
- Matt Kallman – claviers (depuis 2013)
- Julian Lynch – guitare (depuis 2016)
- Sammi Niss – batterie (depuis 2020)

### Anciens membres
- Etienne Duguay -  batterie (2008–2011)
- Jonah Maurer – claviers (2011–2013)
- Mathew Mondanile - guitare (2008–2016)
- Jackson Pollis – batterie (2011–2020)